# Abbaye de Saint-Loup
Pour les articles homonymes, voir Saint-Loup.
L’abbaye de Saint-Loup est une ancienne abbaye de femmes située sur l'actuelle commune de Saint-Pierre-des-Corps, en Indre-et-Loire. Aujourd'hui presque entièrement détruite, elle est surtout connue pour avoir donné son nom à la commune voisine de La Ville-aux-Dames, sur laquelle elle exerçait sa suzeraineté.

## Localisation
L'abbaye de Saint-Loup se trouvait à l'entrée de l'actuelle Saint-Pierre-des-Corps, le long de la route bordant la rive gauche de la Loire. 
En 1845, il en restait encore une petite chapelle désaffectée, auparavant consacrée à saint Marc et à saint Loup. On n'en conserve plus aujourd'hui, au fond d'un jardin privé de l'avenue Jean-Bonnin, qu'une stèle moderne et un pan de mur du XVIIe siècle.

## Histoire
L'existence de l'abbaye de Saint-Loup n'est pas documentée avant le Xe siècle, époque où elle est dirigée par l'abbesse Hildegarde. À cette période (941), l'abbaye est soumise à l'autorité de l'archevêché de Tours, en la personne de Théotolon. 
L'historien André Salmon émet, malgré tout, l'hypothèse que l'abbaye a été fondée vers le VIIe siècle, moment où le culte de Saint Loup connaît la plus grande vigueur en France. Il ajoute qu'en 838, le territoire sur lequel est bâti l'abbaye sert de camp aux envahisseurs vikings lorsqu'ils attaquent Tours. Il en conclut que l'abbaye a alors été probablement détruite et que ses archives ont sûrement été brûlées, comme il est arrivé avec celles du chapitre de saint-Martin. 
La date et les raisons de la disparition de l'abbaye ne sont pas non plus connues avec exactitude. On sait seulement que le monastère n'existe plus en 1007, date à laquelle le trésorier de la basilique Saint-Martin de Tours se plaint qu'il n'existe aucun établissement religieux féminin en Touraine. Le domaine de Saint-Loup n'en conserve pas moins le souvenir de l'ancienne abbaye dans les sources postérieures : au XIe siècle, il est encore nommé « abbaye de Saint-Loup » et, au XIIe siècle, il est baptisé « église de Saint-Loups ». Dans les sources ultérieures, l'ancienne abbaye prend toutefois le nom de « chapelle Saint-Marc ».
Après l'abandon de l'abbaye par les religieuses, ses bâtiments passent sous le contrôle direct de l'archevêché de Tours, qui les cède à Gautier, l'un des principaux chevaliers de Touraine (945). Mais, en 1024, ce dernier abandonne ses droits sur l'abbaye à son retour d'un pèlerinage à Jérusalem et les donne au monastère Saint-Julien de Tours. Cette donation est ensuite confirmée par l'archevêque Arnoul de Tours mais les moines de Saint-Julien ne s'installent pas dans l'abbaye.
À partir de 1354, le monastère de Saint-Julien, désormais enclavé dans la ville de Tours, envoie ses malades et convalescents dans les locaux de Saint-Loup, afin qu'ils y bénéficient de l'air pur de la campagne. Cependant, de 1587 à 1699, l'ancienne abbaye est à nouveau abandonnée et ses terres sont louées à des cultivateurs. En 1599, les locaux de Saint-Loup sont d'ailleurs si délabrés que l'archevêché saisit ses revenus afin d'obliger les bénédictins de Saint-Julien à les restaurer. En 1624, l'archevêque de Tours permet aux moines de relever l'autel de la chapelle de l'abbaye, dédiée à saint Marc et à saint Loup. Puis, le pape Urbain VIII fait accorder des indulgences aux pèlerins qui visiteraient la chapelle le jour de la Saint-Marc. L'occupation des locaux de l'ancienne abbaye par les bénédictins de Saint-Julien reste malgré tout sporadique : ils y effectuent seulement quelques processions durant l'année, dont la plus importante a lieu lors de la Saint-Loup.
En 1699, le chanoine Joseph Sain établit dans les locaux de l'ancienne abbaye des religieuses de l'Union chrétienne, qui louent les bâtiments aux moines de Saint-Julien jusqu'en 1789. À la Révolution, l'abbaye de Saint-Loup est finalement vendue comme bien national.